# 4U (アルバム)
4U（フォー・ユー）は 台湾のマンドポップ歌手蕭亜軒が発表した、官話による4枚目のスタジオ・アルバムである。2002年2月11日にヴァージン・レコード傘下のEMIミュージック台湾からリリースされた。聴く人にとって、愛らしく大きなアルバムとなっている

## 収録曲
1. "愛你不要距離" (No Distance in Love)
2. "問自己" (Ask Yourself)
3. "我喜歡你快楽" (Like You Happy)
4. "快歌" (Fast Song)
5. "靠近一點" (Come Closer)
6. "自己人" (Personal)
7. "我們的寂寞" (Our Loneliness)
8. "笑著愛你" (Smiling Love You)
9. "因為你" (Because Of You)
10. "插曲" (Insert Song)
11. "And I Know" (Remix)